# 2000-es magyar fedett pályás atlétikai bajnokság
A 2000-es magyar fedett pályás atlétikai bajnokság a 27. bajnokság volt. A gyaloglást február 5-én rendezték meg téli gyalogló ob néven, a Budapest Sportcsarnok leégése miatt a Népstadionban, szabadtéren. A többpróba számait január 29–30-án tartották az Olimpiai Csarnokban.

## Eredmények

### Férfiak
| Versenyszám     | Arany                                                          | Arany   | Ezüst                                                                  | Ezüst   | Bronz                                                             | Bronz   |
| --------------- | -------------------------------------------------------------- | ------- | ---------------------------------------------------------------------- | ------- | ----------------------------------------------------------------- | ------- |
| 60 m            | Németh Roland Soproni SI                                       | 6,60    | Dobos Gábor Bp. Honvéd                                                 | 6,61    | Farkas Attila Spartacus                                           | 6,70    |
| 200 m           | Németh Roland Soproni SI                                       | 21,13   | Kilvinger Attila Debreceni MTE                                         | 21,72   | Bella Attila Zalaegerszegi AC                                     | 21,74   |
| 400 m           | Kilvinger Attila Debreceni MTE                                 | 47,55   | Szél Tibor Békéscsabai AC                                              | 47,73   | Dombi Zétény Bp. Honvéd                                           | 47,76   |
| 800 m           | Korányi Balázs Alba Regia AK                                   | 1:50,53 | Konkoly Miklós VEDAC                                                   | 1:53,36 | Kaldenecker Ákos VEDAC                                            | 1:53,64 |
| 1500 m          | Babinyecz József Bp. Honvéd                                    | 3:58,53 | Oláh Roland Alba Regia AK                                              | 3:58,77 | Horváth Béla Hunyadi DSE                                          | 3:59,15 |
| 3000 m          | Stépán Zsolt BVSC                                              | 8:21,99 | Horváth Béla Hunyadi DSE                                               | 8:23,20 | Szabó Imre Vasas-BBTE                                             | 8:26,10 |
| 4 x 360 m       | Bédi Tibor Dombi Zétény Tokaji Gábor Prosszer Zsolt Bp. Honvéd | 2:50,9  | Sutyák László Bencze Miklós Nagy Róbert Kilvinger Attila Debreceni MTE | 2:59,2  | Kerékjártó István Szabó Norbert Csesznegi Dávid Polgár Balázs KSI | 2:59,3  |
| 60 m gát        | Kovács Balázs VEDAC                                            | 7,78    | Csillag Levente Újpesti TE                                             | 7,84    | Palágyi Gergely Vasas-BBTE                                        | 7,85    |
| 35 km gyaloglás | Urbanik Sándor Békéscsabai AC                                  | 2:43:08 | Czukor Zoltán Pécsi VSK                                                | 2:46:45 | Dudás Gyula Szegedi VSE                                           | 2:54:00 |
| magasugrás      | Zsivoczky Attila Újpesti TE                                    | 213 cm  | Kovács István Szolnoki MÁV                                             | 209 cm  | Komendánt Péter VEDACBata Gergely VEDAC                           | 209 cm  |
| rúdugrás        | Szabó Dezső Újpesti TE                                         | 510 cm  | Kürtösi Zsolt Kaposvári Építők                                         | 490 cm  | Kovács Viktor Bp. Honvéd                                          | 470 cm  |
| távolugrás      | Margl Tamás Tatabányai SC                                      | 792 cm  | Dömötör Balázs Újpesti TE                                              | 763 cm  | Ordina Tibor Ferencvárosi TC                                      | 742 cm  |
| hármasugrás     | Szabó Ambrus TFSE                                              | 16,74 m | Ordina Tibor Ferencvárosi TC                                           | 16,54 m | Farkas András Debreceni MTE                                       | 14,37 m |
| súlylökés       | Pintér Attila Ikarus                                           | 18,84 m | Biber Zsolt BEAC                                                       | 18,63 m | Kiss Szilárd Dobó SE                                              | 18,05 m |
| hétpróba        | Szabó Dezső Újpesti TE                                         | 6008    | Kürtösi Zsolt Kaposvári Építők                                         | 5930    | Zsivoczky Attila Újpesti TE                                       | 5838    |

### Nők
| Versenyszám     | Arany                                                                  | Arany   | Ezüst                                                         | Ezüst   | Bronz                                                              | Bronz   |
| --------------- | ---------------------------------------------------------------------- | ------- | ------------------------------------------------------------- | ------- | ------------------------------------------------------------------ | ------- |
| 60 m            | Szakács Enikő Bp. Honvéd                                               | 7,43    | Szabó Enikő Szolnoki MÁV                                      | 7,51    | Barati Éva Bp. Honvéd                                              | 7,53    |
| 200 m           | Wéber Kinga Bp. Honvéd                                                 | 24,38   | Kun Alice Békéscsabai AC                                      | 24,44   | Szabó Enikő Szolnoki MÁV                                           | 24,59   |
| 400 m           | Kun Alice Békéscsabai AC                                               | 54,07   | Varga Judit Haladás VSE                                       | 56,42   | Balazsic Renáta Zalaegerszegi AC                                   | 56,90   |
| 800 m           | Varga Judit Haladás VSE                                                | 2:06,93 | Papp Krisztina Újpesti TE                                     | 2:13,36 | Jó Alexandra Győri Dózsa                                           | 2:13,63 |
| 1500 m          | Tusai Brigitta Bp. Honvéd                                              | 4:26,91 | Papp Krisztina Újpesti TE                                     | 4:31,48 | Csendes Ildikó Békéscsabai AC                                      | 4:32,08 |
| 3000 m          | Csomor Erika BVSC                                                      | 9:29,02 | Kálovics Anikó Haladás VSE                                    | 9:45,91 | Kovács Ida VEDAC                                                   | 9:54,88 |
| 4 x 360 m       | Ray Szilvia Gróf Andrea Balazsic Renáta Kálmán Eszter Zalaegerszegi AC | 3:21,0  | Szakács Enikő Wéber Kinga Barati Éva Lőrincz Krisztina Honvéd | 3:21,5  | Martinek Adrienn Járay Melinda Soós Eszter Varga Judit Haladás VSE | 3:29,0  |
| 60 m gát        | Bálint Zita Csepel SC                                                  | 8,25    | Kiss Enikő Pécsi AC                                           | 8,66    | Hrabovszky Tünde ELTE TK                                           | 8,71    |
| 20 km gyaloglás | Rosza Mária Békéscsabai AC                                             | 1:38:43 | Szebenszky Anikó Debreceni MTE                                | 1:41:25 | Illyés Ildikó Alba Regia AK                                        | 1:46:48 |
| magasugrás      | Stáhl Ágota VEDAC                                                      | 186 cm  | Appelt Orsolya XV. Ker. SI                                    | 180 cm  | Fazekas Erzsébet XV. Ker. SI                                       | 180 cm  |
| rúdugrás        | Molnár Krisztina Újpesti TE                                            | 430 cm  | Szabó Zsuzsa BEAC                                             | 420 cm  | Donáth Katalin Újpesti TE                                          | 400 cm  |
| távolugrás      | Ajkler Zita Salgótarjáni AC                                            | 635 cm  | Kiss Enikő Pécsi AC                                           | 631 cm  | Soós Eszter Haladás VSE                                            | 585 cm  |
| hármasugrás     | Bálint Zita Csepel                                                     | 13,01 m | Lisztes Szilvia Nyíregyházi VSC-NySI                          | 12,44 m | Riba Katalin Soproni SI                                            | 12,23 m |
| súlylökés       | Dívós Katalin Dobó SE                                                  | 15,23 m | Kürti Éva Nyíregyházi VSC-NySI                                | 14,95 m | Ináncsi Rita Bp. Honvéd                                            | 14,54 m |
| ötpróba         | Kiss Enikő Pécsi AC                                                    | 4147    | Óvári Zita SzVSI                                              | 3784    | Skoumal Réka Marathon AC                                           | 3732    |